# Gerry Jones (cầu thủ bóng đá)
Gerald Jones (sinh ngày 30 tháng 12 năm 1945) là một cựu cầu thủ bóng đá người Anh thi đấu ở Football League cho Stoke City.

## Sự nghiệp
Jones sinh ra ở Middleport, Stoke-on-Trent và bắt đầu sự nghiệp với đội bóng địa phương Stoke City. Ông thi đấu 7 trận cho Stoke trong 3 mùa giải nhưng không chứng tỏ được bản thân trong đội một của Tony Waddington và bị giải phóng hợp đồng vào tháng 5 năm 1967. Ông thi đấu cho các đội non-league Stafford Rangers và Macclesfield Town.

## Thống kê sự nghiệp
Nguồn:
| Câu lạc bộ          | Mùa giải            | Giải quốc nội           | Giải quốc nội | Giải quốc nội | Cúp FA  | Cúp FA    | Tổng    | Tổng      |
| Câu lạc bộ          | Mùa giải            | Hạng đấu                | Số trận       | Bàn thắng     | Số trận | Bàn thắng | Số trận | Bàn thắng |
| ------------------- | ------------------- | ----------------------- | ------------- | ------------- | ------- | --------- | ------- | --------- |
| Stoke City          | 1964-65             | First Division          | 3             | 0             | 0       | 0         | 3       | 0         |
| Stoke City          | 1965-66             | First Division          | 2             | 0             | 0       | 0         | 2       | 0         |
| Stoke City          | 1966-67             | First Division          | 2             | 0             | 0       | 0         | 2       | 0         |
| Macclesfield Town   | 1974-75             | Northern Premier League | 2             | 0             | 0       | 0         | 2       | 0         |
| Tổng cộng sự nghiệp | Tổng cộng sự nghiệp | Tổng cộng sự nghiệp     | 9             | 0             | 0       | 0         | 9       | 0         |